# بی‌کس (فیلم)
بی‌کس (به کردی: بێکه‌س) فیلم کمدی-درام کردی با نویسندگی و کارگردانی کارزان قادر می‌باشد که در سال ۲۰۱۲ منتشر شد.

## داستان
داستان دربارهٔ دو برادر به نام‌های «زانا» (هفت‌ساله) و «دانا» (ده‌ساله) است که در دهه ۱۹۹۰ و در زمان زمام‌داری صدام حسین زندگی می‌کنند. این دو برادر به علت فوت پدرشان در جنگ با صدام و مرگ مادرشان، آواره و بی‌کس هستند و با دیدن فیلم «سوپرمن» تصمیم می‌گیرند به آمریکا بروند.

## جوایز و نمایش
بی‌کس در سال ۲۰۱۲ در جشنواره فیلم دبی پخش شد. و توانست جایزه انتخاب مردم و جایزه مهر عربی این جشنواره را از آن خود کند. پس‌از آن نیز در ۶ دسامبر ۲۰۱۳ در ششمین جشنواره بین‌المللی فیلم بنگلور در بنگلور هندوستان نیز نمایش داده شد.